# ザミンダー
ザミンダー (Zamindar) はフランスの競走馬・種牡馬である。全兄のザフォニックも同じく種牡馬である。

## 経歴

### 競走馬時代
2歳時の1996年7月に競走馬デビューし、デビュー戦で初勝利を挙げた。続くカブール賞 (G3) を制して重賞初勝利を挙げたが、モルニ賞では2着、サラマンドル賞では3着となりG1競走では勝利できなかった。
3歳時の1997年、休養明け初戦は初の海外遠征となった2000ギニーに出走したが5着、帰国後のリゾランジ賞 (G3) では2着となるものの、続くジャックルマロワ賞は5着で、このレースを最後に競走馬を引退した。

### 種牡馬時代
1998年よりバンステッドマナースタッドで種牡馬入りし、翌1999年に初年度産駒が誕生した。
産駒は牝馬の活躍馬が多く、初年度産駒のゼンダが2002年にプール・デッセ・デ・プーリッシュ（仏1000ギニー）を制し、2004年に誕生したダルジナと2005年に誕生したザルカヴァも、前者は2007年、後者は2008年にそれぞれプール・デッセ・デ・プーリッシュを制し、同一種牡馬の産駒による連覇を達成した。

## 主な産駒
- Zenda / ゼンダ（1999年生、2002年プール・デッセ・デ・プーリッシュ）
- Darjina / ダルジナ（2004年生、2007年プール・デッセ・デ・プーリッシュ、2007年アスタルテ賞、ムーラン・ド・ロンシャン賞）
- Coquerelle / コケレイエ（2004年生、2007年サンタラリ賞）
- Zarkava / ザルカヴァ（2005年生、2007年マルセルブサック賞、2008年プール・デッセ・デ・プーリッシュ、ディアヌ賞、ヴェルメイユ賞、凱旋門賞）
- Timepiece / タイムピース（2007年生、2011年ファルマスステークス）

### 母の父としての主な産駒
- Kingman / キングマン（2011生まれ、2014年アイリッシュ2000ギニー、ジャック・ル・マロワ賞、セントジェイムズパレスステークス、サセックスステークス)
- New Bay /ニューベイ（2012年生まれ、2015年ジョッケクルブ賞)
- Zarak /ザラック （2013年生まれ、2017年サンクルー大賞)
- Mangoustine /マンゴスチン （2019年生まれ、2022年プール・デッセ・デ・プーリッシュ）

## 血統表
| ザミンダーの血統ミスタープロスペクター系 / Native Dancer 4×5=9.38% | ザミンダーの血統ミスタープロスペクター系 / Native Dancer 4×5=9.38% | ザミンダーの血統ミスタープロスペクター系 / Native Dancer 4×5=9.38% | （血統表の出典） | （血統表の出典） |
| 父 Gone West 1984 鹿毛                                             | 父の父Mr. Prospector 1970 鹿毛                                     | Raise a Native                                                     | Native Dancer    | Native Dancer    |
| 父 Gone West 1984 鹿毛                                             | 父の父Mr. Prospector 1970 鹿毛                                     | Raise a Native                                                     | Raise You        |                  |
| 父 Gone West 1984 鹿毛                                             | 父の父Mr. Prospector 1970 鹿毛                                     | Gold Digger                                                        | Nashua           | Nashua           |
| 父 Gone West 1984 鹿毛                                             | 父の父Mr. Prospector 1970 鹿毛                                     | Gold Digger                                                        | Sequence         |                  |
| 父 Gone West 1984 鹿毛                                             | 父の母Secrettame 1978 栗毛                                         | Secretariat                                                        | Bold Ruler       | Bold Ruler       |
| 父 Gone West 1984 鹿毛                                             | 父の母Secrettame 1978 栗毛                                         | Secretariat                                                        | Somethingroyal   |                  |
| 父 Gone West 1984 鹿毛                                             | 父の母Secrettame 1978 栗毛                                         | Tamerett                                                           | Tim Tam          | Tim Tam          |
| 父 Gone West 1984 鹿毛                                             | 父の母Secrettame 1978 栗毛                                         | Tamerett                                                           | Mixed Marriage   |                  |
| 母 Zaizafon 1982 栗毛                                              | 母の父The Minstrel 1974 栗毛                                       | Northern Dancer                                                    | Nearctic         | Nearctic         |
| 母 Zaizafon 1982 栗毛                                              | 母の父The Minstrel 1974 栗毛                                       | Northern Dancer                                                    | Natalma          |                  |
| 母 Zaizafon 1982 栗毛                                              | 母の父The Minstrel 1974 栗毛                                       | Fleur                                                              | Victoria Park    | Victoria Park    |
| 母 Zaizafon 1982 栗毛                                              | 母の父The Minstrel 1974 栗毛                                       | Fleur                                                              | Flaming Page     |                  |
| 母 Zaizafon 1982 栗毛                                              | 母の母Mofida 1974 栗毛                                             | Right Tack                                                         | Hard Tack        | Hard Tack        |
| 母 Zaizafon 1982 栗毛                                              | 母の母Mofida 1974 栗毛                                             | Right Tack                                                         | Polly Macaw      |                  |
| 母 Zaizafon 1982 栗毛                                              | 母の母Mofida 1974 栗毛                                             | Word Lass                                                          | Vilmorin         | Vilmorin         |
| 母 Zaizafon 1982 栗毛                                              | 母の母Mofida 1974 栗毛                                             | Word Lass                                                          | Cheb F-No.9      |                  |

- 祖母の孫（本馬のいとこ）にElmaamul（エクリプスステークスなど）、Reams of Verse（英オークスなど）がいる。